# Peter Criss
Peter Criss, właściwie George Peter John Criscuola (ur. 20 grudnia 1945 w Nowym Jorku) – amerykański perkusista i wokalista, najlepiej znany z udziału w zespole Kiss. Criss znany był z tego, że podczas występów przebierał się za postać kota. Jednak w końcu lat 70 Criss czuł się coraz bardziej niespełniony artystycznie i coraz częściej szukał ucieczki w świat narkotyków, co doprowadziło finalnie do jego odejścia z zespołu. W 1979 zagrał z tego powodu tylko w jednym nagraniu na płycie Dynasty. Płyta Unmasked (1980) została nagrana już bez jego udziału, mimo że nazwisko artysty figuruje na okładce, a Crissowi wypłacono całość honorarium. Od 1995 roku, po reaktywacji zespołu Kiss w starym składzie, grał w nim ponownie do 2003 roku.

## Publikacje
- Peter Criss, Larry Sloman, Makeup to Breakup: My Life In and Out of Kiss, 2012, Scribner, ISBN 978-1-4516-2082-5.

## Dyskografia
| Peter Criss                 | - Data: październik 1978 - Wydawca: Casablanca Records       | 43 | –  | - USA: platynowa płyta - CAN: złota płyta |
| Out of Control              | - Data: wrzesień 1980 - Wydawca: Casablanca Records          | –  | –  |                                           |
| Let Me Rock You             | - Data: maj 1982 - Wydawca: Casablanca Records               | –  | 29 |                                           |
| Cat #1                      | - Data: 16 sierpnia 1994 - Wydawca: Tony Nicole Tony Records | –  | –  |                                           |
| One for All                 | - Data: 23 lipca 2007 - Wydawca: Megaforce Records           | –  | –  |                                           |
| „–” album nie był notowany. |                                                              |    |    |                                           |

## Filmografia
| Tytuł                                                              | Rok  | Rola         | Uwagi                                        | Źródło |
| ------------------------------------------------------------------ | ---- | ------------ | -------------------------------------------- | ------ |
| „KISS Meets the Phantom of the Park”                               | 1978 | jako Cat Man | film fabularny, reżyseria: Gordon Hessler    | [ 9 ]  |
| „Porn Star: The Legend of Ron Jeremy”                              | 2001 | jako on sam  | film dokumentalny, reżyseria: Scott J. Gill  | [ 10 ] |
| „You Wanted the Best... You Got the Best: The Official Kiss Movie” | 2016 | jako on sam  | film dokumentalny, reżyseria: Alan G. Parker | [ 11 ] |